# Colaptes punctigula
Colaptes punctigula là một loài chim trong họ Picidae.